# Storia di Santa Croce sull'Arno

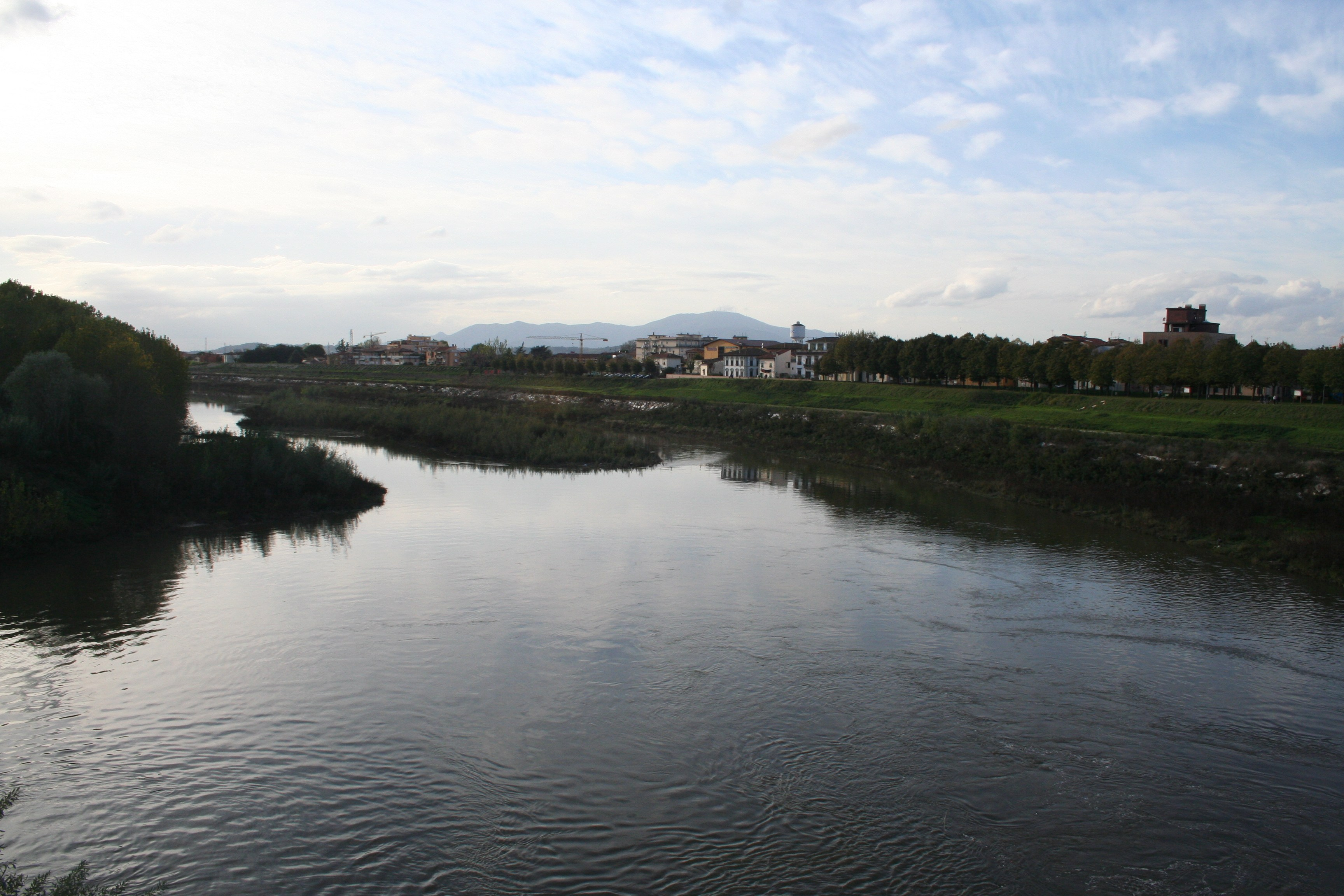
L'Arno presso Santa Croce

## Alto Medioevo
L'attuale nucleo urbano sembra che fosse abitato già nell'antichità dai Focolesi, abitanti della Val d'Elsa che per sfuggire ai Goti e ai Longobardi si sarebbero rifugiati nei pressi dell'Arno: ciò è riportato in uno scritto conservato presso la Biblioteca Riccardiana di Firenze. L'agglomerato pare fosse denominato Viniale o Vignale. Altro abitato della zona era denominato Villa d'Elmo e si trovava a est di Vignale. La teoria sull'origine del toponimo di Santa Croce è riferibile ad un'emigrazione di artigiani originari di Lucca che lavoravano le leghe di metallo e il rame i quali si sarebbero stabiliti nella zona, erigendo una cripta tra Vignale e Villa d'Elmo dove pare fosse esposta una croce bizantina che prese il nome di Volto Santo o Santa Croce. Intorno al X secolo Santa Croce era poco più di un agglomerato sotto il controllo dei conti Cadolingi dei Borgonuovo; intorno all'anno mille il conte Kadulo dei Cadolingi fece costruire quattro chiese (San Vito, San Tommaso, Sant'Andrea e San Donato). Oggi è più accreditata la tesi per cui Santa Croce sia stata più un castello che un vero e proprio agglomerato urbano.

## Basso Medioevo

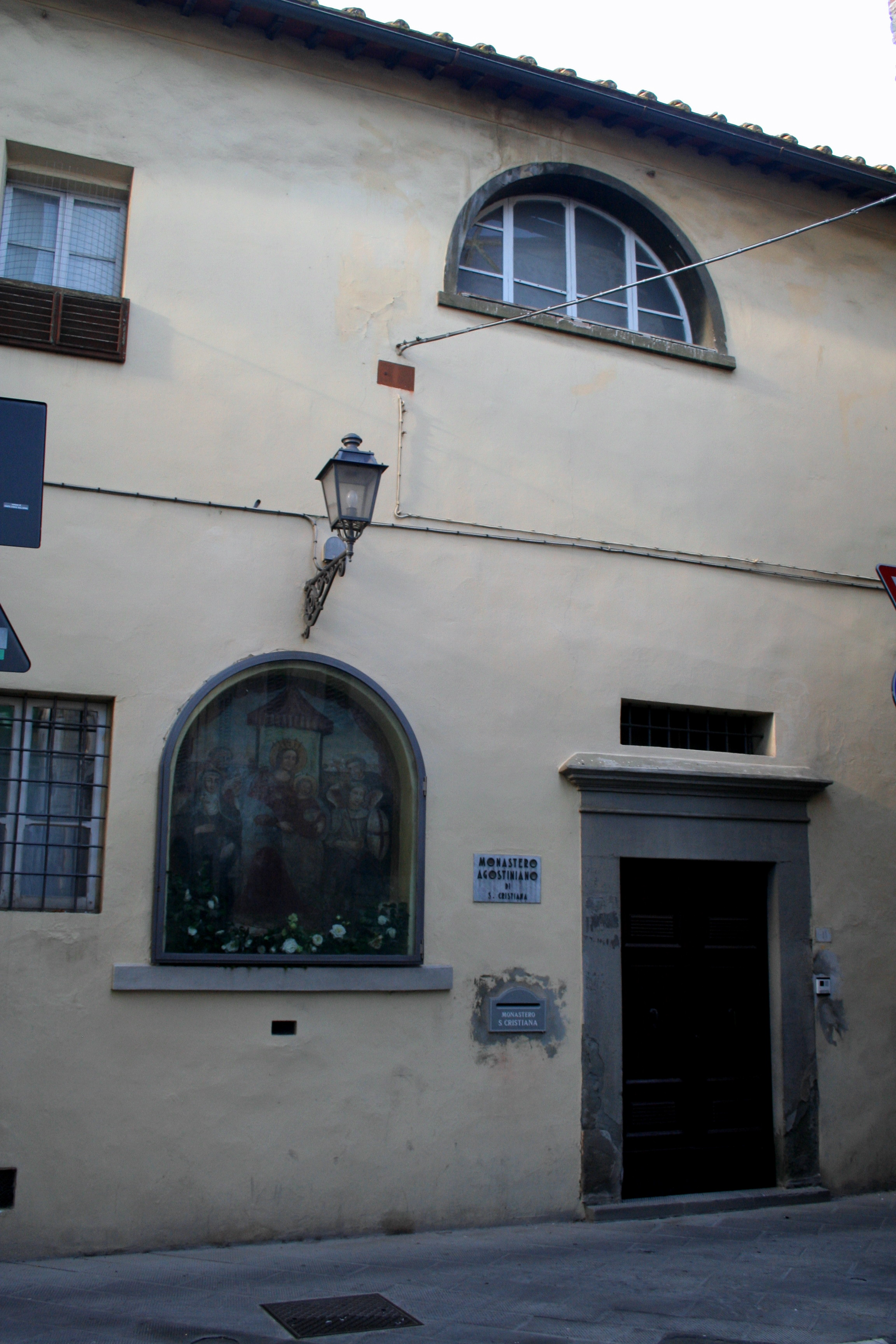
Convento di Santa Cristiana

Le lotte fra Guelfi e Ghibellini del XIII secolo furono cagione di gravi danni anche per il castello di Santa Croce malgrado esso avesse probabilmente manifestato la propria neutralità. Nel 1240 è da segnalare la nascita a Santa Croce di Oringa Menabuoi (la beata Cristiana da Santa Croce): a lei è dovuta la fondazione del convento che porta ancora il suo nome. Nel 1260, a seguito della battaglia di Montaperti, i fiorentini si rifugiarono a Lucca. I ghibellini pisani riuscirono a costituire un esercito di circa 3000 cavalieri e numerosi fanti e mossero verso la Repubblica lucchese. Nel 1261 si impossessarono dei castelli di Santa Croce, Castelfranco di Sotto e di Santa Maria a Monte, ma a seguito della Battaglia della Meloria in cui i Pisani furono battuti dai genovesi, il Conte Ugolino fu nominato prima Podestà e successivamente Capitano del Popolo, trattò la pace con Pisa, Lucca e Genova scendendo a durissimi patti ed umilianti condizioni, fra cui la cessione di Santa Croce, Fucecchio, Montecalvoli, Santa Maria a Monte a Firenze. Il ritorno dei fiorentini fu ben accettato dai santacrocesi, in quanto Firenze garantiva una notevole autonomia al governo locale e maggiori franchige. A riprova di ciò da una cronaca di Donato Velluntini, a quel tempo commissario di Firenze e San Miniato, risulta che i castelli della Valdarno godessero di notevole autonomia con propri statuti. Durante questi anni Santa Croce fu dotata di ampie mura, con 4 torri ottagonali agli angoli più importanti e due porte, ognuna sovrastata da una torre rettangolare, una verso Firenze detta Porta guelfa e l'altra verso Pisa detta Porta ghibellina. Le due porte furono abbattute all'inizio del XIX secolo essendo divenute di ostacolo alla circolazione dei mezzi. Sono questi gli anni in cui compaiono i primi documenti ufficiali che menzionano Santa Croce. Da un documento del 1284, relativo alla vendita di alcuni terreni, si apprende che la cittadina era una comunità autonoma posta sotto la giurisdizione di Firenze. In tale anno vi fu l'aggressione dei santacrocesi ai fucecchiesi, però essi furono respinti ed ebbero numerose perdite e prigionieri. In un documento del 1289 Santa Croce risulta già essere munita di mura. Nel 1303 i santacrocesi sbarrarono il corso del canale Usciana con una piccola diga per permettere al mulino della comunità di funzionare. Allo sbarramento si opposero gli abitanti di Fucecchio e della Valdinievole. La questione si risolse con uno scontro armato tra circa 2000 fanti di Fucecchio e della Valdinievole. I santacrocesi chiesero aiuto a Santa Maria a Monte e Montopoli e lo scontro impari - i santacrocesi e gli alleati contavano circa 1000 effettivi - si risolse a favore dei fucecchiesi che demolirono la piccola diga. Nel 1314 Uguccione della Faggiuola, assoldato dai pisani, conquistò Lucca; una colonna di suoi armigeri si diresse anche verso i castelli della Valdarno e Santa Croce fu conquistata e saccheggiata insieme a Fucecchio e Castelfranco da tale Messer Luti. L'occupazione pisana durò poco più di un anno, in quanto i fiorentini il 27 aprile 1316 condotti da Messer Adinuccio degli Adimari, fuoriuscito fiorentino, riconquistarono il castello di Santa Croce. Nel 1317 Roberto d'Angiò, deciso a far terminare le guerre tra le varie repubbliche toscane, fece firmare la pace il 12 maggio 1317 e anche Santa Croce partecipò all'incontro. La pace durò poco, in quanto Castruccio Castracani divenuto signore di Lucca per i ghibellini mosse guerra a Firenze: nella sua strada verso la città guelfa conquistò Santa Croce e saccheggiò e bruciò Empoli, Vinci e Cerreto Guidi. All'inizio del 1320 diretto a Santa Maria a Monte ripassò per Santa Croce, così come nel 1323 ripeté le scorrerie nella cittadina che nel 1324 fu coinvolta in una battaglia a Castelfranco tra lucchesi e fiorentini. Nel 1325 i fiorentini riuscirono a riconquistare i castello di Ponte a Cappiano che fu abbattuto per il timore che fosse riconquistato. La vittoria di Castruccio Castracani ad Altopascio, il 23 settembre 1325, portò i fiorentini sconfitti ad eleggere Carlo, Duca di Calabria Signore della città, per un periodo di dieci anni, a partire dal 1326. Truppe alle sue dipendenze per tre anni tennero sotto giogo con saccheggi e incendi Santa Croce e gli altri castelli della Valdarno. Fu così che nel 1330, secondo alcuni storici, o nel 1333, secondo altri, Santa Croce si pose sotto la protezione di Firenze, con l'accordo di versare un forte tributo annuo in moneta.

## La dominazione fiorentina
Terminato il periodo sanguinoso caratterizzato dalle guerre tra guelfi e ghibellini, fu necessario ripopolare e ricostruire il castello, ma il destino non fu favorevole. Nel 1333 l'Arno straripò ed abbatté le mura di Empoli, una parte di quelle di Castelfranco di Sotto e anche Santa Croce fu colpita in modo significativo con la distruzione di una parte delle mura. Nel 1348 una micidiale pestilenza colpì la zona, decimando nuovamente la popolazione dei borghi e di Santa Croce. Da testimonianze documentali pare che gli abitanti della cittadina si fossero ridotti ad una cinquantina. La stessa Firenze fu colpita in modo durissimo e quindi la Repubblica Fiorentina non fu in grado di prestare assistenza alle altre città. Nel 1339 Firenze ordinava che i condannati o i banditi dalla città del giglio non potessero risiedere nei castelli di Santa Croce, della Valdinievole, di Fucecchio, di Montopoli, di Santa Maria a Monte e di Castelfranco di Sotto. Inoltre fino all'inizio del XV secolo Santa Croce fu coinvolta in continue scaramucce con Fucecchio o con Castelfranco di Sotto per problemi di sconfinamenti di bestiame o approvvigionamenti di legna, però in seguito sopravvenne un periodo di calma e di pace che consentì alla cittadina di ripopolarsi e di restaurare i danni provocati dalle guerre e dall'Arno. Nel 1421, allo scopo di accelerare lo sviluppo economico della cittadina, fu istituito il mercato settimanale che doveva tenersi il mercoledì con esenzione dei tributi di occupazione del suolo pubblico. Nel 1438 al fine di sviluppare l'agricoltura, il comune ordinava di non tenere chiuse le porte della cittadina di giorno al fine di facilitare il lavoro dei contadini. Nel 1439 al fine di aumentare la popolazione della cittadina, venne deliberato che chiunque si fosse trasferito a Santa Croce per 10 anni sarebbe stato esentato dai tributi e concedeva gratuitamente la propria fornace per chi voleva produrre mattoni. Nel 1444 Firenze al fine di agevolare Santa Croce abbassò il balzello annuale a 100 fiorini. L'istituzione comunale era composta da 8 consiglieri, 7 confalonieri capitani di parte guelfa, 2 bandaioli (approvvigionatori di viveri), 1 camarlingo (gestione finanziaria), 1 notaio, 1 podestà. Nel 1538 fu istituita la prima scuola. La bonifica della zona circostante paludosa fu opera dei Medici.

## Il Rinascimento

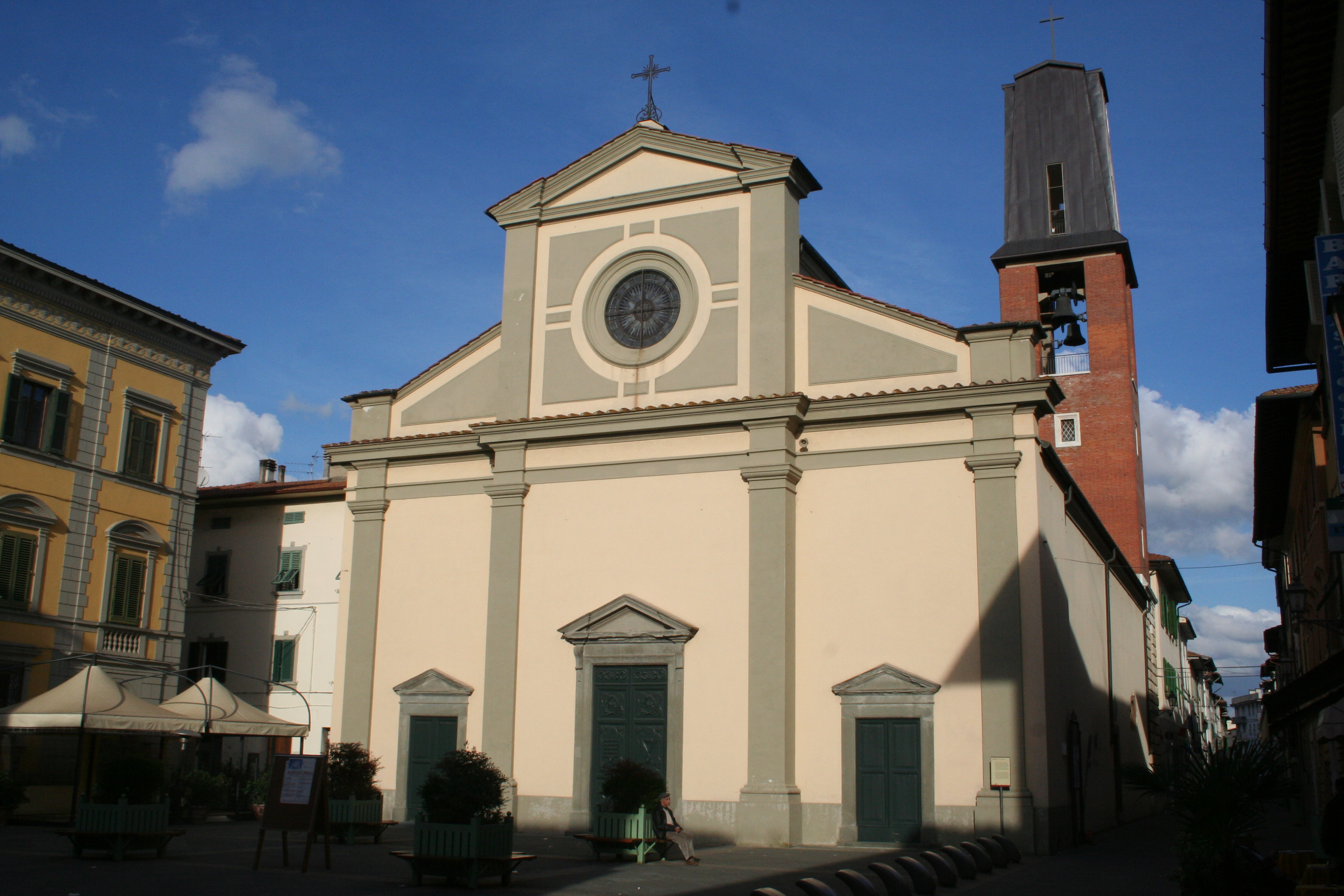
Collegiata di San Lorenzo

L'inizio del XVI secolo fu per tutta la penisola una rinascita sia sociale che artistica, per Santa Croce invece ci furono solo nuove sventure. Nel 1527 vi fu un'epidemia di colera che si sviluppò con estrema violenza e che decimò la popolazione. Nel 1529 gli spagnoli passarono dalla Valdarno nella loro marcia verso la conquista di Firenze. Nel 1552 presso Santa Croce e Fucecchio erano acquartierati circa 3500 Lanzichenecchi alle dipendenze di Carlo V che depredarono e saccheggiarono le due cittadine. Nel 1624 fu ultimata la chiesa di San Carlo, che attualmente non esiste più, ma che è necessario menzionare perché nelle vicinanze fu creato l'Ospedale di San Carlo. Al tempo la popolazione di Santa Croce, da quanto risulta dagli archivi ecclesiastici, contava 1 214 abitanti. Nel 1630 un'altra grave epidemia di peste colpì la cittadina, la mortalità fu altissima. Nel 1642 da Santa Croce passarono nuovamente truppe, questa volta si trattava degli armigeri del Duca di Parma Odoardo I Farnese, nel timore di nuovi saccheggi la popolazione si barricò e serrò tutte le chiese. I timori non furono fondati perché le truppe e gli ufficiali si limitarono a bivaccare nella cittadina, anzi lasciarono un dipinto su tela a ricordo dell'evento. Da allora la cittadina non conobbe per molti anni fatti di rilievo, la storia e i fatti di Santa Croce ricalcarono fedalmente il destino di Firenze e del Granducato di Toscana.

## Napoleone e il Risorgimento

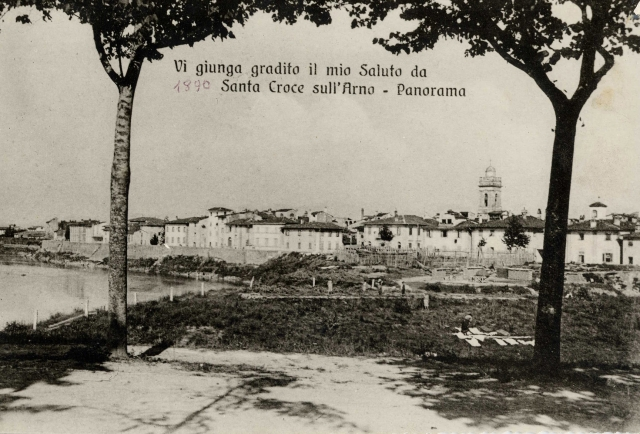
Cartolina con panorama di Santa Croce XIX secolo

I primi anni del XVIII secolo videro la nascita delle prime concerie, di tali famiglie Banti, Prò e Pacchiani. La popolazione era composta nel 1745 da 2 753 persone. Nel 1799 i moti napoleonici attraversarono la cittadina, diversi furono i santacrocesi che aderirono agli ideali giacobini che fra l'alto innalzarono anche a Santa Croce l'Albero della libertà, alcuni abitanti della cittadina si arruolarono anche nell'esercito napoleonico. I francesi nel periodo di occupazione, cercando di accaparrarsi i favori della popolazione, istituirono la cosiddetta Rasiera che consisteva nell'elargizione di una dote alle donne meno abbienti che si sposavano. Le chiese i luoghi di culto vennero chiusi, il monastero di Santa Cristiana fu depredato di una parte dei suoi valori. Con la caduta di Napoleone, la cui famiglia nel XVI secolo aveva soggiornato in esilio nella vicina San Miniato, terminò anche l'occupazione francese di Santa Croce. L'economia della città oltre che sull'agricoltura e sulla nascente industria conciaria, si fondava anche sui barchini che trasportavano merci sull'Arno, e anche con l'attività cantieristica. La popolazione contava nel 1833 4 203 unità. Questo fino al 1847, quando fu ultimata la Ferrovia Leopolda fino ad Empoli. Stazione di riferimento è tutt'oggi la Stazione di San Romano-Montopoli-Santa Croce. L'avvento della ferrovia mutò l'economia della città. I navicelli sull'Arno scomparvero così come il trasporto fluviale, ciò creò una crisi occupazionale che fu in parte ammortizzata dalla costruzione di tre fabbriche di fiammiferi. Successivamente la cittadina fu attraversata dai moti del 1848 e vide di nuovo truppe occupare Santa Croce. Gli austriaci su richiesta dei Lorena, si resero protagonisti in quel frangente del saccheggio di Livorno dell'11 maggio 1849, le truppe rimasero a Santa Croce fino al 1852. In un periodo di tempo a cavallo del 1854-1855 un'altra epidemia di colera colpì Santa Croce. Nel 1860 la cittadina partecipò convinta al plebiscito che garantì l'annessione della Toscana al Regno d'Italia. La Terza guerra di indipendenza diede impulso all'industria conciaria nel 1866.

## XX secolo

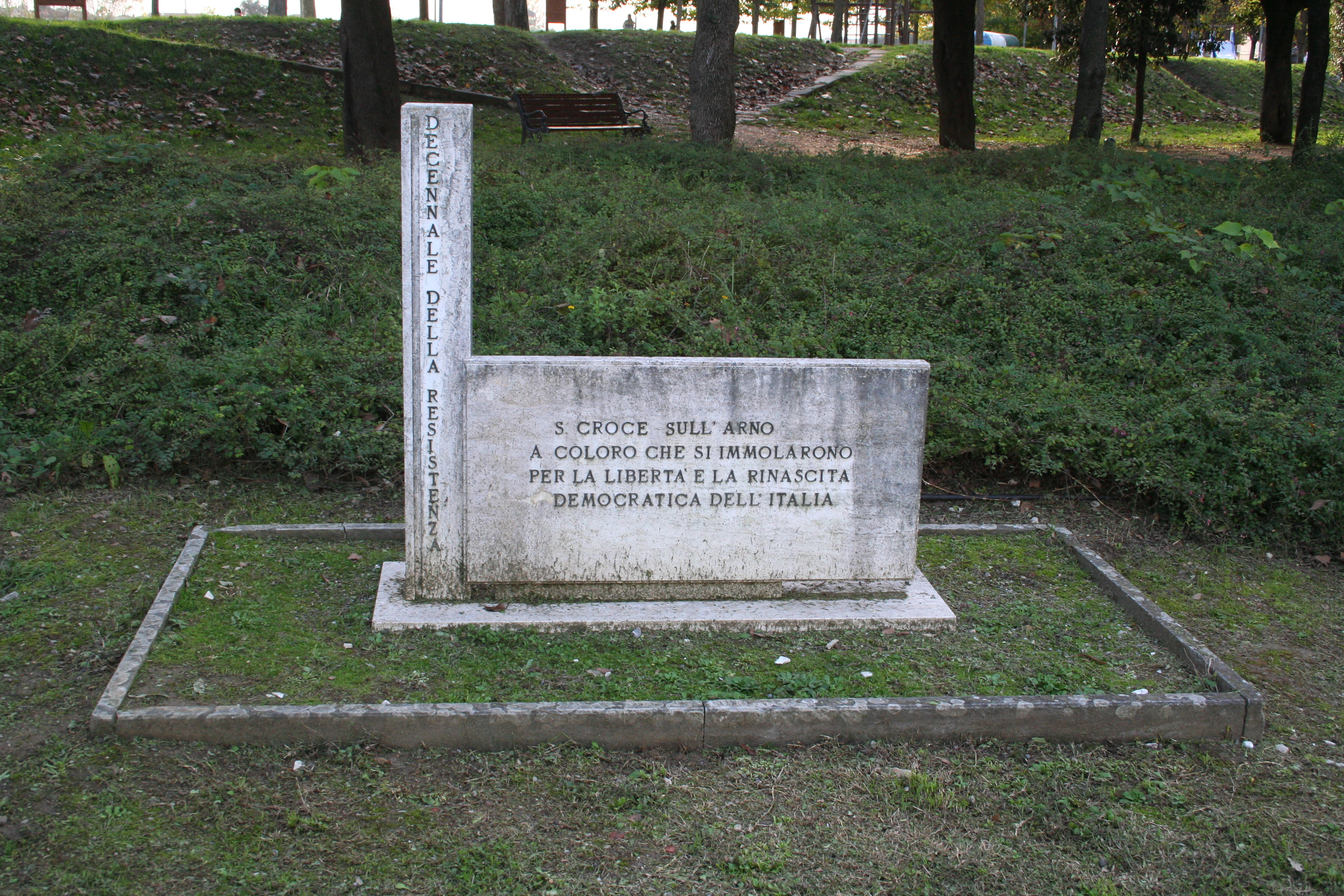
Monumento alla Resistenza

Nel 1910 il territorio comunale fu decurtato con la separazione della frazione di Orentano, aggregata al comune di Castelfranco di Sotto. Santa Croce pagò un pesante contributo in termini di vite durante la prima guerra mondiale. Nel 1925 la Provincia di Livorno fu ampliata a discapito di quella di Pisa, cui furono assegnati Piombino, Cecina e altri piccoli Comuni. La Provincia di Pisa ebbe in cambio alcuni comuni della Provincia di Firenze ovvero Castelfranco di Sotto, Montopoli in Val d'Arno, Santa Maria a Monte, San Miniato e Santa Croce sull'Arno. Durante la seconda guerra mondiale, il paese pagò la sua vicinanza all'area strategica dell'Arno e alla Linea Pisa Firenze subì bombardamenti ed aggressioni. I Santacrocesi non restarono però inerti di fronte alle barbarie dei nazifascisti, infatti è necessario menzionare lo sciopero del 4 marzo 1944, quando tutti gli abitanti del paese protestarono contro l'occupazione. La Ricostruzione fu lenta e faticosa, come nel resto d'Italia, negli anni del boom economico l'industria conciaria vide uno sviluppo esponenziale, che ha portato il nome ed il prestigio di Santa Croce nel mondo a tal punto che è stata definita Capitale Mondiale del cuoio e delle pelli ed è anche stata insignita nel 1987 del titolo di Uno dei Cento Comuni della Piccola Grande Italia. Ulteriore sviluppo all'industria conciaria venne dato nei primi anni novanta dall'apertura dello svincolo Santa Croce sull'Arno nella zona industriale di San Miniato sulla Strada di grande comunicazione Firenze-Pisa-Livorno che ha permesso un rapido collegamento alla rete viaria nazionale principale.

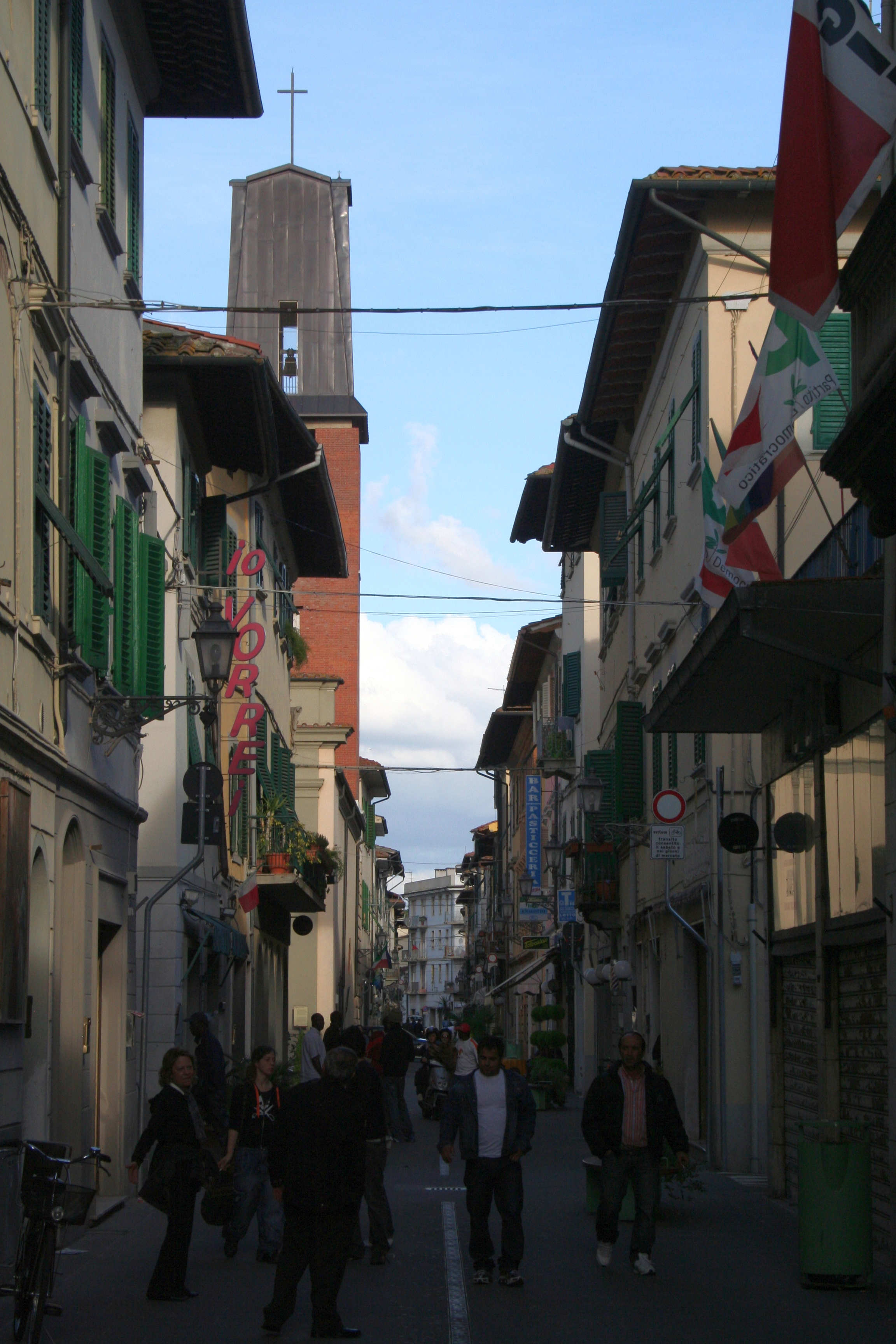
Corso Matteotti

## Oggi
Nel 2007 sono stati avviati nella vicina San Donato i lavori per la costruzione di un Interporto che dovrebbe rappresentare un valido ausilio alle attività conciarie, che contano attualmente circa 260 imprese. A Santa Croce gravitano oltre 20.000 fra addetti alla lavorazione della pelle e attività indotte. Contrariamente a quello che accadeva in passato, la lavorazione della pelle oggi, sempre basata su creatività e qualità, si realizza attraverso macchinari e procedimenti più tecnologicamente avanzati. Questo fa sì che l'ambiente di lavoro sia notevolmente migliorato, ma soprattutto che all'interno delle conce compaiano da qualche anno figure professionali diverse e specializzate (laureati in chimica, biologia, informatica, ingegneria oltre che numerosi tecnici conciari) insieme ad altre figure addette alla manodopera che sono oramai forza lavoro multietnica. Santa Croce è una cittadina ormai a tutti gli effetti internazionale con una società multirazziale con i benefici, ma anche con le problematiche dell'integrazione. 